# Ashmeadiella eurynorhyncha
Ashmeadiella eurynorhyncha är en biart som beskrevs av Michener 1939. Ashmeadiella eurynorhyncha ingår i släktet Ashmeadiella och familjen buksamlarbin. Inga underarter finns listade i Catalogue of Life.